# Skindred
Skindred (Скіндред) — валійський рок-гурт із Ньюпорта, що виник 1998 року після розпаду попереднього колективу вокаліста Бенджі Вебба Dub War. Музичний стиль гурту поєднує альтернативний метал, реґі, ска-панк та хардкор-панк, його називають реґі-метал («ragga metal»). Також гурт використовує елементи дабстепу, дансхолу, джанглу, драм-енд-бейсу та хіп-хопу.

## Біографія
Dub War було сформовано у 1993 році, у Ко́лвін-Бейлі, північному Уельсі. Незабаром було підписано контракт з Earache Records. За словами Бенджі "вони не давали нам записуватись і не давали грошей на прожиття. Ми боролися до останнього, але згодом, у нас не залишилося вибору, окрім як розійтись різними шляхами, або повбивати один одного." Dub War припинило існування у 1998, і Бенджі сформував Skindred за басистом Данієлєм Паґслі(Daniel Pugsley), гітаристом Майком Демусом(Mikey Demus) та барабанщиком Ар'я Ґогіном(Arya Goggin).
У 2002 році гурт випускає дебютну платівку "Babylon". Спочатку альбом вийшов під лейблом RCA Records, але був перевиданий 14 серпня 2004-го року під Lava Records. У США платівка посіла 1 місце у Топі найкращих реґі альбомів за версією Billboard, 5 місце Top Heatseekers та 186 місце у Billboard 200, а сингл"Nobody", досяг 14-го місця чарту Mainstream Rock Tracks та 24-го місця Modern Rock Tracks 2004-го року. 
У 2005 році сингл "Pressure" зайняв 30 місце Hot Mainstream Rock Tracks. 
У 2006 році Babylon знов зайняв 1 місце у Топі найкращих реґі альбомів.
23-го 2007го, Skindred випускає свій другий альбом "Roots Rock Riot" на незалежному лейблі Bieler Bros. Records. У штатах, платівка займає 6 місце Top Heatseekers та 22 місце у чарті Найкращих Незалежних Альбомів (Top Independent Albums). 
У вересні 2009-го, гурт випускає свій 3-й студійний альбом "Shark Bites and Dog Fights", також на лейблі Bieler Bros.
У 2011-му до Skindred на концертах приєднується Ден Старґес, як DJ. Хоча Skindred офіційно не підтверджували його, як нового учасника гурту, Ден з'являвся на всіх живих виступах, інтерв'ю та фотосетах гурту. Четвертий студійний альбом гурту вийшов 25-го квітня 2011-го року, ексклюзивно для Європи та Великої Британії. 1-го липня платівка вийшла на території Німеччини, Швейцарії та Австрії. Гурт підтримав альбом туром по Великій Британії з американським пост-хардкор гуртом Chiodos та англійським гуртом Me Vs Hero. Виступ у Лондоні було знято для англійського каналу Scuzz TV. Також Skindred брали участь у таких Європейських муз.фестивалях як Download Festival(акустична та головна сцени), Boardmasters Festival,Wacken Open Air, Przystanek Woodstock та Sonisphere Festival. Виступ на Sonisphere запам'ятався першим живим виконанням пісні "Warning" з вокалістом Papa Roach, Джекобі Шедікса.

## Стиль
У своєму стилі Skindred поєднує такі жанри як Хеві-метал, Панк-рок та Реґі. Дехто називає їх стиль "Реґі-Металом". Бенджі, жартуючи, називав їх стиль "Ню-Реґі", порівнюючи з Ню-металом. Також Skindred часто порівнюють з Bad Brains. Ці порівняння Вебб прокоментував так "Звісно, для тих хто нічого не знає про музику реґі, ми будемо звучати як Bad Brains. Це як той, хто нічого не знає про оперу може сказати, що Паваротті звучить, так само як Маріо Ланца. Але коли ти розумієшся на жанрах і знаєш, що ти слухаєш, ти скажеш 'Що за фігня?! Маріо Ланца ніяк несхожий на Паваротті!'." 
Пісня Nobody увійшла до саундтреку комп'ютерної гри Need for Speed: Underground 2.

## Учасники
Теперішні
- Бенджі Вебб (Benji Webbe) — вокал, електроніка (з 1998)
- Данієль Паґслі (Daniel Pugsley) — бас-гітара (з 1998)
- Майкі Демус (Mikey Demus) — гітара, бек-вокал (з 2002)
- Ар'я Ґоджін (Arya Goggin) — ударні (з 2002)
- Ден Старґес (a.k.a. Gubbins, Bruno, Brixton, Arthur, Sanchez, DredDred, Dredreggae, Hugo, Winston, Alexander, Darius) - DJ, семпли, електроніка (з 2011)

Колишні
- Джефф Роз (Jeff Rose) — гітара (1998–2002)
- Мартін Форд (Martyn Ford) — ударні (1998–2002)

## Дискографія

### Студійні Альбоми
| Рік  | Назва Альбому              | Примітка                          |
| ---- | -------------------------- | --------------------------------- |
| 2002 | Babylon                    | Bieler Bros. Records/Lava Records |
| 2007 | Roots Rock Riot            | Bieler Bros. Records              |
| 2009 | Shark Bites and Dog Fights | Bieler Bros. Records              |
| 2011 | Union Black                | BMG                               |
| 2014 | Kill The Power             | BMG                               |